# Cratere Copland
Copland  è un cratere sulla superficie di Mercurio.